# Charlotte-Rose-Émilie de Sainte-Amaranthe
Émilie de Sainte-Amaranthe, née Charlotte-Rose-Émilie Davasse de Saint-Amarand, parfois désignée sous son nom d'épouse, Madame de Sartine, née le 18 juillet 1773 à Paris où elle est morte guillotinée le 29 prairial an II (17 juin 1794), est une salonnière française.

## Biographie
Femme de l’ex-maître des requêtes Charles de Sartine, fils du ministre de la Police Antoine de Sartine, Émilie de Sainte-Amaranthe faisait partie du salon de jeux dit le « 50 » que tenait sa mère au no 50 des Arcades du Palais-Royal. Le comte de Tilly, dans ses Mémoires, parle longuement de cette belle jeune fille et de la tendre relation qui les unit...quelque temps.
Bien que mariée à Sartine en septembre 1792 à Rouen, où la famille s’était réfugiée quand on massacrait à Paris, la jeune Émilie aimait en secret le chanteur François Elleviou. Au printemps 1793, Mme de Sartine se retira dans le château de Sucy-en-Brie que sa mère venait d’acquérir grâce aux fonds retirés du « 50 ».
Compromise dans le procès des Chemises rouges, Émilie de Sartine fut envoyée, à l’âge de vingt ans, avec sa mère Jeanne-Louise-Françoise de Sainte-Amaranthe, née en 1751 et son frère Louis de Sainte-Amaranthe, âgé de seize ans et demi, à la guillotine, place du Trône-Renversé, le 29 prairial an II (17 juin 1794).
Elle aurait dit à sa mère, dans la charrette qui menait les condamnés à l’échafaud : « Regarde, maman. Est-ce gracieux, tous ces manteaux rouges ! Nous avons l’air de cardinaux ! ».